# Myxicola ommatophora
Myxicola ommatophora är en ringmaskart som beskrevs av Grube 1878. Myxicola ommatophora ingår i släktet Myxicola och familjen Sabellidae. Inga underarter finns listade i Catalogue of Life.